# Полежаєв Олександр Іванович
Полежаєв Олександр Іванович (30 серпня [11 вересня] 1804, с. Рузаєвка, Пензенська губернія — 16 [28] січня 1838, Лефортовський військовий госпіталь, Москва) — російський поет і перекладач.
У 1826 він був відправлений унтер-офіцером в армію за поему «Сашка» (1825) за особистим наказом Миколи I. Армію він не любив і неодноразово самовільно залишав полк; зазнавав тілесного покарання. У 1838 помер у віці 33 років.
Він був позашлюбним сином поміщика Струйського від його кріпачки Горпини Іванової (по О. І. Введенському — Степаниди Іванівни).

## Життя і творчість
Незабаром після народження сина Горпина була відпущена на волю і видана в шлюб з Саранським купцем Іваном Івановичем Полежаєвим, з яким переселилася в село Покришкіно, звідки й походить помилка в деяких джерелах при вказівці місця народження майбутнього поета. Щоб «покрити панський гріх», документи були виправлені із зазначенням, що Полежаєв народився в 1805 вже в Покришкіно, в «законній сім'ї».

В 1810 році Струйський передає Полежаєва і його зведеного брата Костянтина (сина померлої Горпини і її чоловіка І. І. Полежаєва) під опіку Я. Андреянова, дворового вчителя, одруженого з сестрою Горпини Ганною.
У 1816 Струйский-батько, перед своїм від'їздом до Сибіру на поселення за вбивство свого кріпака, відвозить Олександра в Москву і поміщає в пансіон при Московському університеті. Сам Струйський помер на засланні в 1825 році.
У 1820 році Олександр Полежаєв надходить вільним слухачем на Словесне відділення Московського університету. Під час навчання затоваришував зі Степаном Каврайським.
У 1825 під впливом «Євгенія Онєгіна» Пушкіна пише власну поему «Сашка». У цьому ж році виходить альманах М. П. Погодіна «Уранія», в якому надруковано переклад Полежаєва «Людина. До Байрона (з Ламартина)». У 1826 Полежаєва приймають в члени Товариства любителів російської словесності при Московському університеті.
Після доносу жандармського полковника Івана Петровича Бібікова (1788—1856) поема «Сашка», що містить критику порядків в Московському університеті і опис звичаїв університетського студентства, потрапила в руки самого Миколи I. У 1826 Олександра віддають в унтер-офіцери в Бутирський піхотний полк за особистим розпорядженням царя.

У червні 1827 Полежаєв біжить з полку з метою дістатися до Петербурга і клопотати про звільнення від військової служби. Однак його хапають, повертають в полк і віддають під суд (за іншою версією, Полежаєв повернувся в полк сам, «одумавшись»). Поет з унтер-офіцерів розжалуваний у рядові без вислуги і позбавлений особистого дворянства — до кінця життя він повинен був залишитися на військовій службі рядовим.
У 1828 Полежаєва заарештовують за образу фельдфебеля. Майже рік він провів в кайданах на гауптвахті в підвалі Московських Спаських казарм, маючи в перспективі побиття шпіцрутенами; але йому було поставлено в покарання довгострокове утримання під арештом. Ув'язнений написав вірш «В'язень» («Арештант»), що містить досить різкі випади проти царя. «У повагу вельми молодих років» він уникнув серйозної відповідальності і був переведений до Московського піхотного полку, з яким відправився на Кавказ. Там поет бере участь у бойових діях в Чечні та Дагестані. Кавказькі мотиви займають важливе місце в його ліриці (дві видані анонімно поеми — «Чир-Юрт» і «Ерпелі»). Відзначившись у походах, в 1831 він знову був підвищений до звання унтер-офіцера.
У 1833 Полежаєв разом з полком повертається в Москву. Восени поета переводять в Тарутинський єгерський полк.